# Gustavo Vázquez
Gustavo Vázquez ist ein ehemaliger kubanischer Radrennfahrer.

## Sportliche Laufbahn
Vázquez war im Straßenradsport und im Bahnradsport aktiv. 1978 holte er den Sieg bei den Zentralamerika- und Karibikspielen in der Mannschaftsverfolgung. Mit ihm gewannen Antonio Madera, Héctor Marcos und Juan Rivera den Wettbewerb. Bei den Panamerikanischen Meisterschaften 1978 holte Kuba mit Gustavo Vázquez den Titel in der Mannschaftsverfolgung.
Auf der Straße gewann er 1975 eine Etappe in der Mexiko-Rundfahrt und 1980 in der Kuba-Rundfahrt.